# ポップシティX
『ポップシティX』（ポップシティエックス）は、1989年10月10日から1990年1月16日までテレビ東京系列局で放送されたテレビ東京製作の音楽バラエティ番組。放送時間は毎週火曜19:00 - 19:54（JST）。

## 概要
SMAP出演の番組枠を火曜19時台へ移動させる形で本番組がスタートした。司会は、SMAPのメンバーが務めた。
本番組も3か月で終了。その後、SMAP司会の番組枠は日曜11時台へ移動し、1990年7月から『ヤンヤンもぎたて族』と題して放送された。

## 出演者

### 司会
- SMAP
  - 中居正広
  - 木村拓哉
  - 稲垣吾郎
  - 森且行
  - 草彅剛
  - 香取慎吾

## ネット局
- テレビ東京（製作局）
- テレビ北海道
- テレビ愛知
- テレビ大阪
- テレビせとうち